# Epic Doom
Epic Doom, gelegentlich auch Power Doom genannt, ist ein Musiksubgenre, welches ab der Mitte der 1980er Jahre durch eine wechselseitige Beeinflussung der Genres Power Metal und Doom Metal entstanden ist.

## Musikalische Einordnung
In Abgrenzung zum Doom Metal weist der Epic Doom viele Merkmale auf, die eher dem Power Metal zugeschrieben werden. Ein klarer und hoher Gesangsstil (zum Teil Falsett), eine klare Produktion, den Einsatz von Keyboards oder Synthesizer, um den Klang von Chören und symphonischen Instrumenten zu erzeugen, sowie eine dominante, weniger verzerrte Gitarre grenzen den Epic Doom vom klassischen Doom Metal der frühen Vertreter wie Black Sabbath, Pentagram, Black Widow oder Sorcery ab. Auch der Bass tritt weniger dominant in Erscheinung.

„Bombastisch und majestätisch, überzeichnet  Epic Doom den Grundgedanken des Power Metals, und verlangsamt ihn bis ins Schneckentempo.“

Gemeinhin wird der Stil an den frühen Veröffentlichungen der Bands Candlemass und Solitude Aeturnus festgemacht und anhand der musikalischen Ausprägung beider Bands beschrieben. Mitunter wird Messiah Marcolin, dem zweiten Sänger von Candlemass, eine besondere Bedeutung für die Entwicklung des Genres zugeschrieben.

„Der Mikro-Magier beeindruckte durch seine glasklare, hohe Stimme, die einen fesselnden Kontrast zum bleischweren, aber dennoch melodiösen Metal-Riffing der Skandinavier bildete. In eine ähnlich epische, aber noch depressivere Kerbe schlugen die Amerikaner Solitude Aeturnus mit IN THE DEPTH OF SORROW (1991). Auch hier ist es der Gesang, der der Band ihren Stempel aufdrückt: Vokalist Rob Löwe [sic!] braucht keine hymnischen Passagen, um die Fans mitzureißen – allein durch die Ausdrucksstärke und Leidenschaft seiner klaren Stimme vermittelt er das Gefühl von Trauer und Schmerz.“

Der inhaltliche und somit lyrische Schwerpunkt des Epic Doom liegt vornehmlich in einem Themenkomplex aus Mythologie und Fantasy.

## Geschichte

### Vorläufer

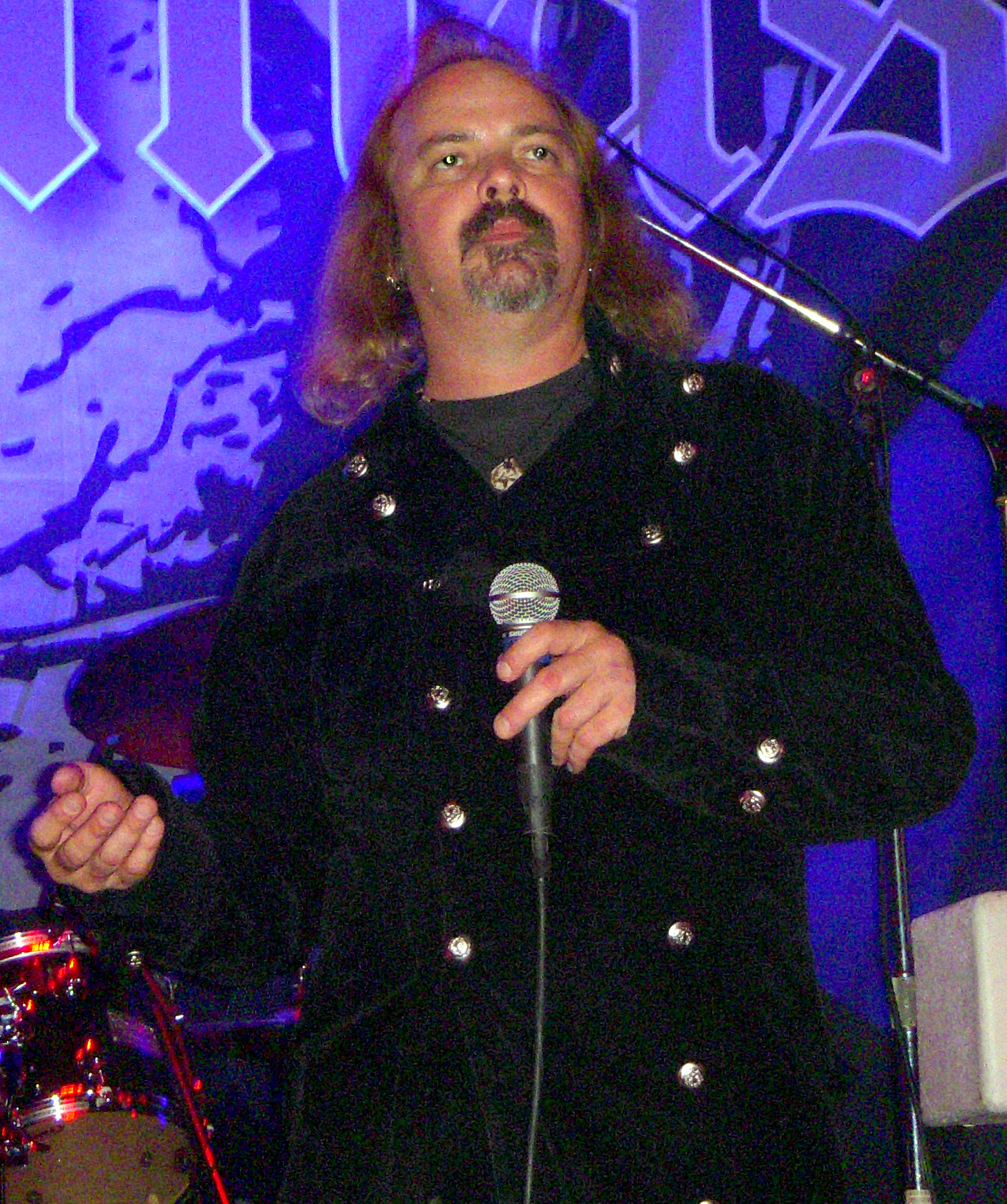
Robert Lowe sang für Solitude Aeturnus und später für Candlemass.

Noch bevor Candlemass mit ihrem Debütalbum dem Genre einen Namen und eine Ausrichtung gaben, spielten einige wenige Doom-Metal-Bands mit der Verbindung der NWoBHM, insbesondere die Genrebegründer Black Sabbath legten nach ihrer Trennung von Ozzy Osbourne einen ersten Grundstein für den Epic Doom. Nachdem Black Sabbath sich schon zwischen 1975 und 1978, noch mit Ozzy Osbourne, immer weiter von den Elementen des Bluesrock entfernten und versuchten ihren Klang zu perfektionieren, nahm die Band, nach dem Wechsel des Sängers und den neuen Aufnahmen mit Ronnie James Dio, wesentliche Aspekte des Epic Dooms vorweg.

„Heaven and Hell markiert durch seinen Sound […] einen echten Meilenstein und die Mischung aus den typischen Iommi-Riffs mit stärkerer Betonung der epischen Momente sollte die weitere Geschichte des Metals definitiv prägen. Aber auch die des Doom.“

Als weiterer Vorläufer des Genres werden die in den Tape-Trading-Kreisen der 80er und 90er mit einem Kultstatus versehenen Pagan Altar mit ihrem Debüt Volume 1 betrachtet. Pagan Altar nutzten 1982 nahezu alle dem Epic Doom später zugeschriebenen Merkmale, blieben jedoch vorerst ohne Plattenvertrag und konnten so nur über Demokassetten Popularität erlangen.

### Entstehung des Genres
In den frühen 1980er Jahren orientierten sich einige Interpreten des Heavy Metal, entgegen den in dieser Zeit populäreren Spielweisen Speed Metal und New Wave of British Heavy Metal, an Pentagram und Black Sabbath, insbesondere in Tempo und Spielweise. Neben solchen Interpreten wie Witchfinder General, Trouble, Saint Vitus oder The Obsessed veröffentlichte die schwedische Band Candlemass 1986 ihr für den Epic Doom prägendes Debüt Epicus Doomicus Metallicus.
Einige Jahre später gründeten sich vornehmlich in Europa Bands, welche dem Stil des Albums entsprachen. Neben Forsaken und While Heaven Wept veröffentlichten so auch die Texaner Solitude Aeturnus ihr Debüt Into the Depths of Sorrow 1991, welche der Popularität des Genres zutrug.
Solitude Aeternus fügten dem von Candlemass geprägten Sound noch die Technik des für den Doom Metal ungewöhnlichen Doublebass-Spiels hinzu. Dementsprechend wurde der Band in den 1990er Jahren die Fähigkeit zugesprochen, „die träge und zähflüssige Power des Doom Metals geschickt mit Elementen modernen Metals zu verbinden.“
Seither ist das Genre aktiv und gehört zu den populärsten des Doom Metals, vornehmlich bleibt es dabei europäisch dominiert.

## Bekannte Bands
- Atlantean Kodex
- Candlemass
- Cross Vault
- Crypt Sermon
- Dautha
- Doomshine
- Doomsword
- Flame, Dear Flame
- Forsaken
- Fvneral Fvkk
- Gévaudan
- Lord Vigo
- Memento Mori
- Procession
- Scald
- Smoulder
- Solitude Aeturnus
- Veni Domine
- Wheel
- While Heaven Wept